# Archivní budova

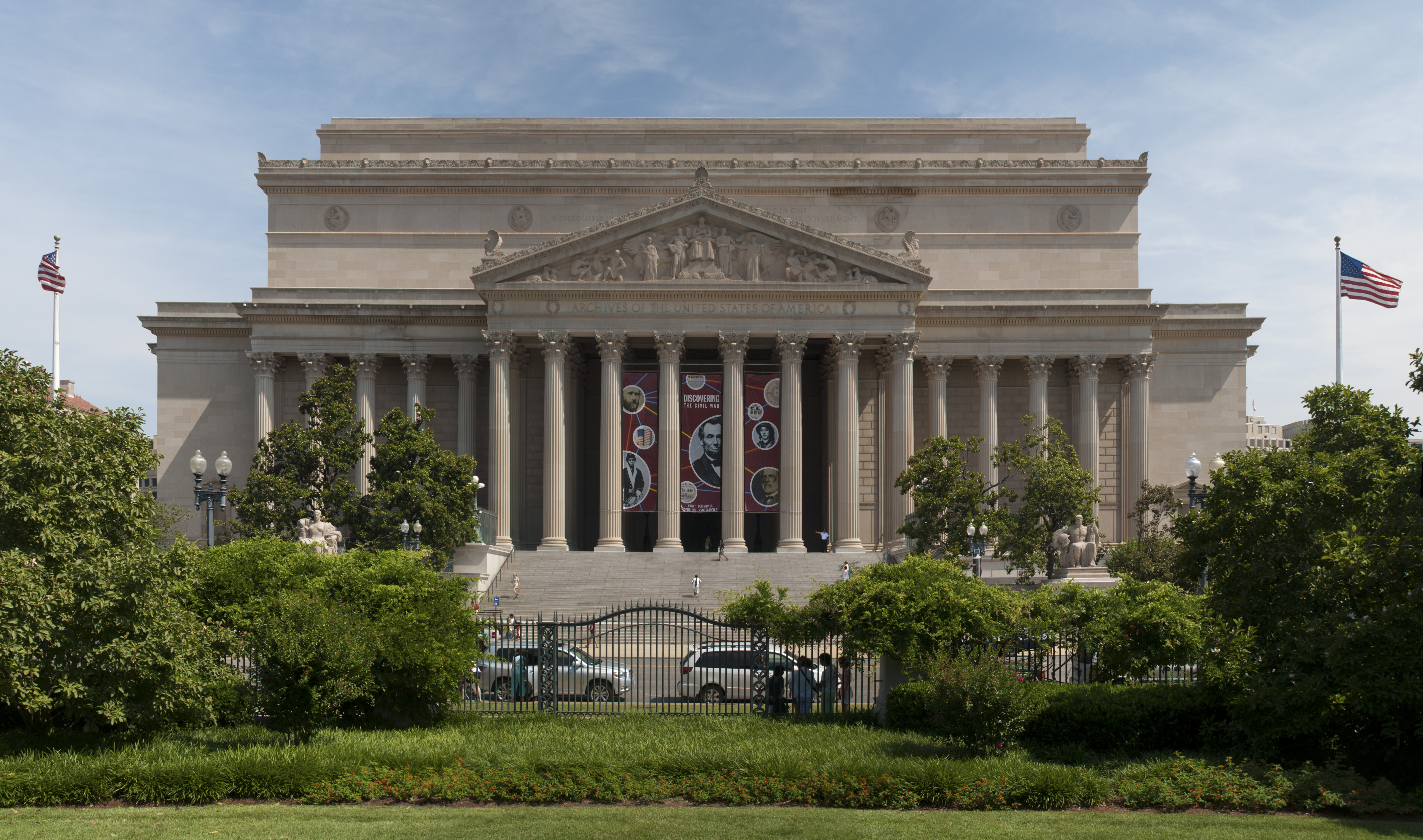
Tzv. Archive I, budova National Archives and Records Administration plnící reprezentativní funkci národního archivu světové mocnosti

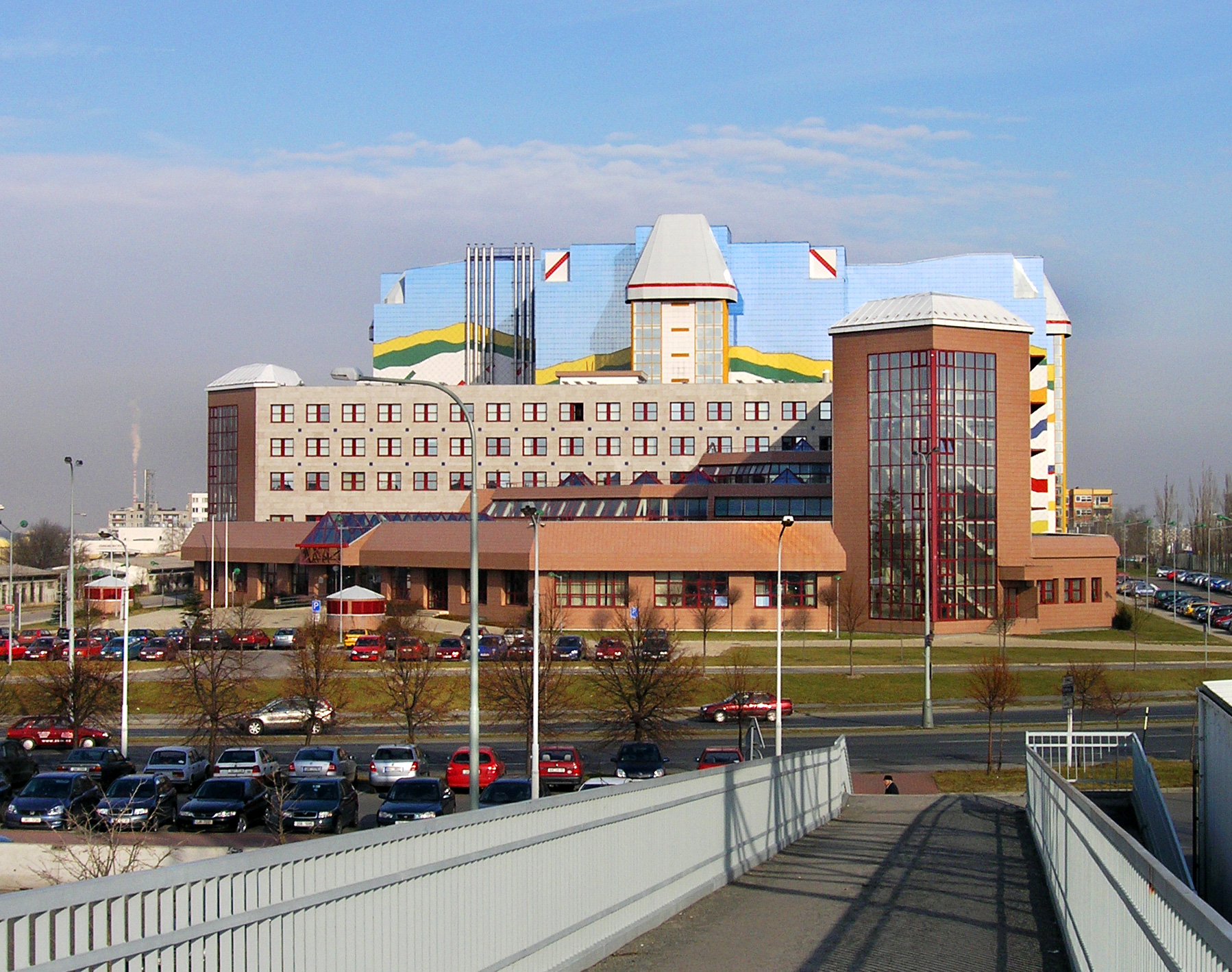
Archivní areál Chodovec, moderní účelová budova (dokončena 2001), která plní též roli výrazné dominanty místa

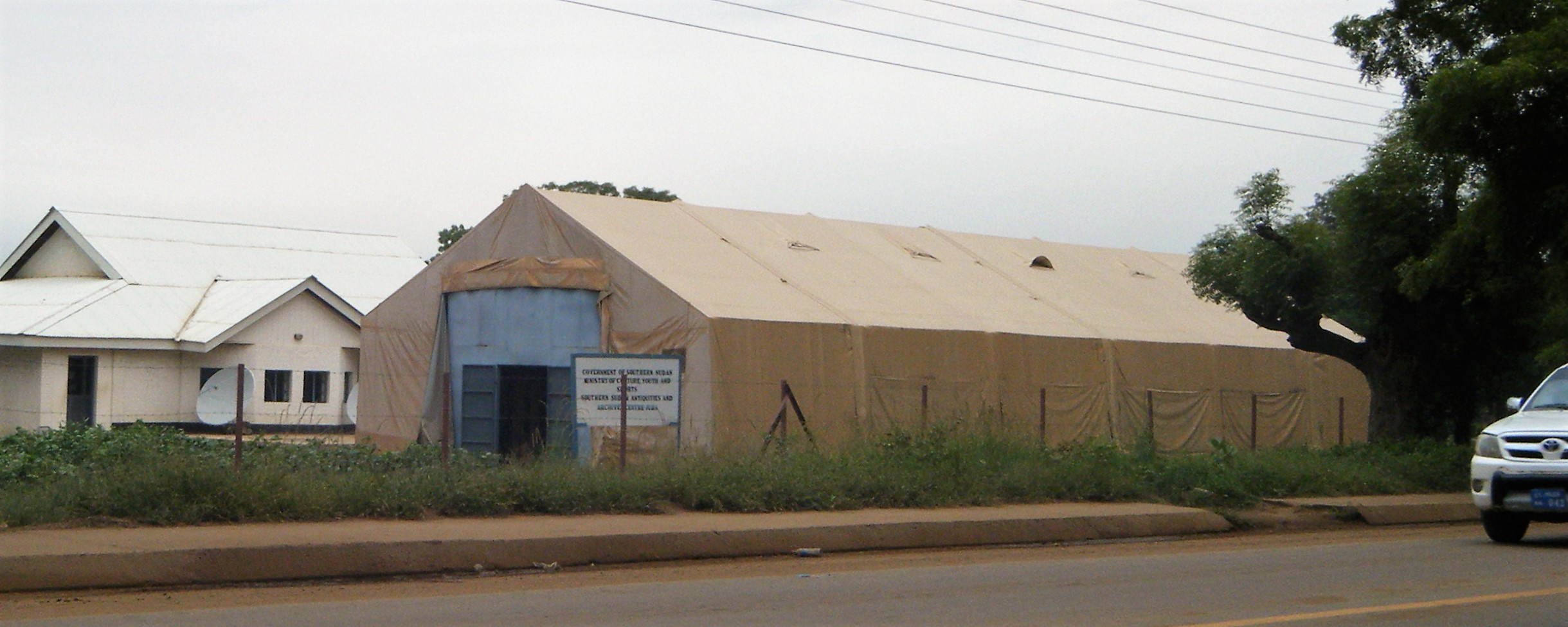
(Dočasný) depozitární stan národního archivu Jižního Súdánu v Jubě

Archivní budova je účelová budova postavená pro potřeby archivu. Mezi nutné vlastnosti archivní budovy patří možnost zajištění podmínek dlouhodobého ukládání archivního materiálu (depozitář) a podmínek pro provoz (včetně badatelny pro veřejnost). Nutné je taktéž striktní oddělení těchto dvou částí. Ačkoliv se jedná o účelové budovy, jsou zpravidla stavěny v obydlených oblastech a musí plnit také estetické funkce. 
Požadavky na archivní budovy musí reflektovat mnoho faktorů, jiné možnosti mají stavebníci budov v rozvojovém světě (menší prostředky, politická nestabilita, ozbrojené konflikty) a ve vyspělém světě. Obecně platí požadavek na situování a budování budov tak, aby se jim vyhla známá nebezpečí (jak přírodní, tak člověkem způsobená), např. aby nebyla v záplavové oblasti, nebyla v blízkosti vzletových a přistávacích ploch letišť a také stála v dostatečné vzdálenosti od zdrojů plynného a prašného znečištění. Depozitáře se potom (stejně jako depozitáře muzejní) musí být jinak konstruované podle materiálu, který v nich má být skladován. Jiné požadavky klade papírový archivní materiál, jiný filmový materiál (barevná fotografie dlouhodobě vyžaduje teplotu kolem bodu mrazu) a zcela odlišné požadavky na prostory kladou digitální archivy.
Požadavky se snaží formulovat jak Mezinárodní archivní rada, tak archiváři, restaurátoři, architekti a inženýři jednotlivých států, případně některé požadavky jsou formulovány i normativně (srv. ISO 11799, přijaté i jako ČSN, v Česku také ve vyhlášce k archivnímu zákonu).
Mezi příkladné archivní budovy patří Archivní areál Chodovec (dokončen 2001), dimenzovaný pro tři velké archivy (Národní, Státní oblastní a Archiv hlavního města Prahy) a nově je k němu přistavováno rozšíření pro projekt Národního digitálního archivu, dále budova Moravského zemského archivu (dokončena 2007).

## Normy
- vyhláška č. 645/2004 Sb., kterou se provádějí některá ustanovení zákona o archivnictví a spisové službě a o změně některých zákonů
- ISO 11799 (010169). Informace a dokumentace - Požadavky na ukládání archivních a knihovních dokumentů